# Неисправность тормозов поезда на участке «Петроградская» — «Пионерская»
Неиспра́вность тормозо́в по́езда на уча́стке «Петрогра́дская» — «Пионе́рская», также названная СМИ «Америка́нские го́рки в Пи́тере», ошибочно трактованная сюжетом телеканала НТВ и газетой «Взгляд» как отказ тормозов (они в виде воздухораспределителей при попытке устранения неисправности были намеренно выключены вручную во всех шести вагонах, возможных на линии при движении с пассажирами), — происшествие, произошедшее на участке Московско-Петроградской линии Петербургского метрополитена между станциями «Петроградская» и «Пионерская», вызванное сначала технической неисправностью состава из вагонов серии, предположительно, 81-717/714, а затем — ошибочными действиями машиниста и машиниста-инструктора с подвижным составом, ввиду нарушения безопасности движения поездов едва не приведшие к катастрофе с крушением поезда. Произошло вечером 10 февраля 2012 года и стало беспрецедентным.

## Хронология
10 февраля 2012 года в 18:23 состав, следовавший в сторону «Парнаса» по первому пути, совершил запланированную остановку на «Петроградской», проехав до сигнального знака «Остановка первого вагона», чтобы совместить двери поезда с дверьми станции («Петроградская» — станция закрытого типа). Однако при попытке тронуться далее произошёл сбой в пневматической системе торможения, вызванный, как впоследствии установило следствие, сколом и подгоревшими контактами кнопки «Вентиль замещения № 1», в результате чего поезд простоял около пяти минут на станции до тех пор, пока инструктор не помог машинисту вручную сбросить давление в тормозных цилиндрах путём отключения воздухораспределителей в каждом из шести вагонов, возможных на линии. По инструкции, состав в таком состоянии стал непригоден для движения с пассажирами и должен был произвести их высадку, после чего быть отправленным в ближайший ПТО или иное место с путевым развитием. Вопреки инструкциям, машинист с инструктором решили «дотянуть» состав вручную при помощи резервного управления (не от главной рукоятки контроллера вагоновожатого), исключающее использование электрического торможения, ввиду чего запрещённого при движении с пассажирами, и в 18:28 состав отправился в сторону «Чёрной речки». Поскольку перегон «Чёрная речка» — «Пионерская» имеет значительный перепад высот — предельно допустимый Правилами технической эксплуатации (ПТЭ) уклон 60 ‰ (тысячных, или промилле, — спуск тоннеля на 6 метров через каждые 100 метров), что связано с прохождением тоннеля под впадиной дна подземной реки и обнаружением геологоразведкой перед строительством линзы плывуна с вкраплением обводнённой супеси, стояночные тормоза не справились с нагрузкой и отказали за 300 м до въезда на станцию, отчего состав проехал «Чёрную речку» без остановки, а позже развил скорость 60 км/ч в сторону «Пионерской». Дежурный по станции, не сумев связаться с аварийным составом, догадался в чём дело и подал сигнал энергодиспетчеру для отключения питания контактного рельса на перегоне, в результате чего состав снизил скорость, но по инерции доехал до середины перегона, затем поехал в обратную сторону и проехал «Чёрную речку» до упора, а после — опять сменил направление и остановился в тоннеле между «Чёрной речкой» и «Пионерской», на последней из которых и остановился окончательно. Инцидент в СМИ прозвали «американскими горками в Питере». Никто не пострадал. Машинист и машинист-инструктор в дальнейшем, по данным газеты «Взгляд», уволились по собственному желанию, согласно же сюжету телеканала НТВ, продолжили работу в метрополитене, но на других должностях. 
Как отметил в сюжете машинист Матвей Горелик, станция закрытого типа доставляет значительные неудобства при устранении неисправности (выходе из случая).

## Официальная реакция
По сообщению руководства ГУП «Петербургский метрополитен», задержка случилась из-за состава с неисправностью, шедшего на малых скоростях от «Петроградской» в тупик на «Удельной», однако позже выяснилось, что неисправность могла привести к катастрофическим последствиям. Впоследствии начальника Службы подвижного состава обязали провести повторный инструктаж и практические занятия с машинистами. Следственный комитет, несмотря на преступные действия машинистов и беспрецедентность нарушения безопасности движения поездов, оставил инцидент без внимания.

## Последствия
Несмотря на то, что происшествие, ввиду беспрецедентности нарушения безопасности движения поездов локомотивной бригадой, едва не привело к катастрофе с крушением поезда, оно обошлось без жертв и пострадавших:
И только каким-то чудом безумный состав смог добраться до станции «Пионерская». Пассажиры наконец смогли выйти из душных вагонов и увидели, что на перроне уже поджидают пожарные и врачи «скорой помощи» — на всякий случай
.
djtonik: «Когда через полтора часа (а не через полчаса, как говорит метрополитен) нас наконец выпустили из вагона на станции „Пионерская“, так ничего и не объявив, наверху у станции метро стояло несколько пожарных машин и „скорая помощь“, куча пожарных стояли на улице в вестибюле метро»
.